# Skogn
Skogn (uttalas [skångn] eller [skångna]) är en tätort, ett pastorat och en före detta kommun i Levangers kommun, Trøndelag fylke, Norge. Orten är känd för sitt stora pappersbruk på Fiborgtangen (avdelning av Norske Skog). Orten har även en folkhögskola. Järnvägen Nordlandsbanen och E6 går genom orten. Huvudnäringarna är jordbruk, industri (papper), en del turism och service.
Den 1 januari 1962 blev Skogns kommun införlivad i den nya storkommunen Levanger. Skogns pastorat (norska: prestegjeld) omfattar tre socknar (norska: sogn): Alstadhaug, Ekne och Markabygd. De sistnämnda räknas som egna byar, medan Alstadhaug är moderkyrkan i pastoratet.
Levangers kommun har för närvarande cirka 20 000 invånare, av vilka över hälften bor inom det gamla området för Skogns kommun.
En ny sträckning av E6 utanför Skogns tätortområde färdigställdes 1975.